# 3641 Williams Bay
3641 Williams Bay eller A922 WC är en asteroid i huvudbältet som upptäcktes 24 november 1922 av den belgisk-amerikanske astronomen George Van Biesbroeck vid Yerkesobservatoriet i Williams Bay, Wisconsin. Den har fått namn efter Williams Bay varifrån asteroiden upptäcktes.
Asteroiden har en diameter på ungefär 29 kilometer.